# Chambérat
 Chambérat  là một xã ở tỉnh Allier thuộc miền trung nước Pháp.